# Hilarempis beta
Hilarempis beta är en tvåvingeart som beskrevs av Smith 1969. Hilarempis beta ingår i släktet Hilarempis och familjen dansflugor. Inga underarter finns listade i Catalogue of Life.